# 畢仰高
畢仰高（1930年4月19日—），亦譯為畢昂高、比昂科，是法國歷史學家和漢學家，專門研究二十世紀中國農民的歷史。1967年以出版《中國革命的起源1915-1949》而聞名於世界史學界。他的作品《沒有政黨的農民：二十世紀中國的草根運動》（Peasants Without the Party: Grass-Roots Movements in Twentieth-Century China），曾於2003年獲得列文森圖書獎。現為法國社會科學高等研究院的榮譽退休教授。

## 生平
1930年4月19日出生於法國薩瓦省小鎮于日讷，先世為義大利人。1948年，以優異成績從尚貝里中學（Lycée de chambéry）文科班畢業，隨後入讀巴黎路易大帝中學。1952年，考進法國巴黎高等師範學院就讀，主修歷史。1954年，參加由學校所組織之中法友誼協會的代表團訪問中國，並參觀河北省的若干農村合作社，且獲得總理周恩來的接見，留下了對於中國的美好印象。1957年，自巴黎高等師範學院畢業後，應召入伍，在阿爾薩斯地區服役。期間一度派赴非洲的阿爾及利亞。1960年，進入法國國立東方現代語言學院（École nationale des Langues orientales vivantes ）專修中文。1961年起，進入法國高等研究應用學院第六系擔任研究員，同時師從謝諾攻讀博士。1968年，通過博士論文口試，獲得巴黎索邦大學博士學位。1974年，於中國的文化大革命期間第二次訪問中國。同1950年代的政治風氣相比，此次經歷令他感到十分失望，並且「產生了巨大的懷疑和反思」，開始對於中國的看法發生轉變。1976年接任紀業馬於法國社會科學高等研究院的現代中國研究中心主任一職，直至1981年卸任。他亦領導法國國家科學研究中心於1977年成立之「近代現代中國跨科目研究小組」達十二年之久，至1989年方辭職卸任。
2003年，以《沒有政黨的農民：二十世紀中國的草根運動》（Peasants Without the Party: Grass-Roots Movements in Twentieth-Century China）一書，獲得亞洲研究協會之列文森圖書獎（Joseph Levenson Book Prize）。
2005年，獲得法國第八屆的梯葉里大獎（Prix Augustin-Thierry）。

## 門生
畢仰高的門生，多活躍於法國漢學界中並具有學術影響力，例如杜明（ Jean-Luc Domenach）、魏丕信（ Pierre-Etienne Will）、施維葉（ Yves Chevrier）、顧德明（ François Godement）等。他在中國大陸、香港、臺灣等地亦有門生，例如中華民國中央研究院院士梁其姿。

## 著作

### 專書
- Les Origines de la révolution chinoise, 1915-1949（英语：Origins of the Chinese Revolution, 1915-1949）, Paris: Gallimard, 1967.
  - 〔繁體中文譯本〕何啟仁譯，陳三井譯校，《中國革命的起源1915-1949》，台北：聯經出版事業股份有限公司，2017年5月。
  - 〔英文譯本〕Muriel Bell譯,《Origins of the Chinese Revolution, 1915-1949》，紅木城：史丹福大學出版社,[8]1971年。[9]
  - 〔日文譯本〕坂野正高譯，坪井善明（日语：坪井善明）補譯，東京：東京大学出版会，1989年4月。
- La Chine: un exposé pour comprendre, un essai pour réfléchir, Paris: Flammarion, 1994.
- Peasants without the party: grass-roots movements in twentieth century China, Armonk, N.Y. : M.E. Sharpe, 2001.
- Jacqueries et révolution dans la Chine du XXe siècle, Paris: Martinière, 2005.
- La révolution fourvoyée: parcours dans la Chine du XXe siècle, La Tour d'Aigues: Aube, 2010.
- La récidive: révolution russe, révolution chinoise（法语：La récidive: révolution russe, révolution chinoise）, Paris: Gallimard, 2014.
  - 〔繁體中文譯本〕夏沛然譯，《歷史的覆轍：中俄革命之比較》，香港：中文大學出版社，2019年。
  - 〔英文譯本〕Krystyna Horko譯,《Stalin and Mao: A Comparison of the Russian and Chinese Revolutions》，香港：中文大學出版社，2018年。

### 期刊論文
- 陳瀟、郭冬至，〈法國知識界認識文革的歷程——專訪法國漢學家畢仰高（ Lucien bianco）先生〉，《炎黃春秋》，2007年第6期（北京市，2007年），頁78-80。
- 許文堂，〈學人簡介：畢仰高（ Lucien Bianco）〉，《近代中國史研究通訊》，第13期（臺北市，1992年3月），頁66-71。

### 學位論文
- 阮潔卿，〈法國“中國中心”與當代中國研究（1958-）〉，上海市：華東師範大學歷史學系博士學位論文，2013年4月。

## 外部連結
- 畢仰高於法國社會科學高等研究院之網頁 （页面存档备份，存于）（法文）